# Зоряна астрологія
Зоряна астрологія або Сидерична астрологія — система астрології, у якій точкою відліку є нерухома зірка, наприклад в індійській астрології (джйотіші) це зоря Реваті або Дзета Риб. Сімнадцятого травня 285 року існувала нульова прецесія і не було відмінності між сидеричним і тропічним зодіаком, але у 2011 році різниця між ними становить 24 градуси. У джйотіші існує своя проблема — суперечка між різними астрологами, чия аянамша точніша. Зараз офіційно заведено використовувати аянамшу Лахірі й сидеричну довготу планет визначають за формулою: λsid=λ-AL, тобто тропічна довгота мінус аянамша (екліптичні координати).
Тропічна астрологія  — це система астрології, у якій точками відліку є Тропік Рака та Тропік Козерога, а також екватор, і система якої розвивалась, використовуючи субтропічний Зодіак. Точками відліку, взятими за основу відліку тропічного Зодіаку, є розташування Сонця на небосхилі під час рівнодень та сонцестоянь. Тропічна система Зодіаку базується на взаємному розташуванні Землі щодо Сонця, а не щодо зірок та сузір'їв, тож основна філософія тропічної астрології залишається незмінною, як і сам Зодіак. До неї відносять більшість систем астрології, за винятком індійської системи джйотиш, яка пов'язана із сидеричним зодіаком. В останній координати небесних тіл визначають як суму тропічних координат і аянамші — зсув відносно нерухомих зір.

## Сидеричні системи
Традиційна астрологія Індостану заснована на зоряному або сидеричному зодіаку, який відрізняється від тропічного на корекцію звану аянамша. Різниця між ведичним і західним зодіаком нині близько 24 градусів. Десь 1700 років тому у 285 р. н. е., коли весняне рівнодення було приблизно в центрі сузір'я Овна («перша точка Овна»), то тропічний і зоряний зодіаки збігалися. Поділ, як вважають, відбувся в наступне сторіччя після Птолемея у другому столітті н. е., очевидно повертаючись до індо-грецької передачі системи. Проте раніше грецькі астрономи, такі як Евдокс, говорили про весняне рівнодення на 15° Овна, в той час, як більш пізні греки говорили про весняне рівнодення у 8°, а потім 0° Овна, що дозволяє припустити використання зоряного зодіаку в Греції до Птолемея і Гіппарха.
Також досить відомою сидеричною системою є тибетська астрологія Карці (Вайлі: skar rtsis) — «біла» астрологія, або астрологія «зірок», що виникла під впливом індійської астрології. У ній використовуються математичні обчислення, сформувалась під впливом Шива-свародая-тантри і Калачакра-тантри.
Існує думка, що волхви слов'ян також володіли Зоряною астрологією. Спроби виявити їх спадщину можна знайти в Александра Асова, який видав книгу, в якій послідовно викладені основи слов'янської ведичної астрології і любомудрії (філософії, богослов'я). Описані способи передбачення майбутнього народів, або долі окремої людини. Показано зв'язок зоряного знання з традиційними календарними обрядами слов'ян. Подано слов'янський календар, розказано, як обирати свою долю за зірками, тобто як іти Шляхом Прави.
Серед західних астрологів є відомим Кирило Фаган, який поширював ідею використання Зоряної Астрології на Заході і утвердив її як окрему систему від тропічної астрології. Деякі праці Фагана на цю тему:
- Astrological Origins, Zodiacs Old and New St. Paul, Minn.: Llewellyn Publications, 1971.
- Fixed Zodiac Ephemeris for 1948. Washington, D.C.: National Astrological Library, 1948.
- A Primer of the Sidereal Zodiac
- Zodiacs Old and New. Los Angeles: Llewellyn Publications, 1950.

Вальтер Берг (нар. 1947) - британський астролог, який відомий своєю 13-знаковою Зоряною Астрологією — «зоряною системою, яка використовує фактичні сузір'я істинного зодіаку». Він додав у зодіак знак Змієносця. У 1980 році під час навчання і практики астролог Берг познайомився з астрологом Джеффом Майо і співпрацював з ним над кількома проєктами при розробці 13-знакової астрології.
У 1970 році Стівен Шмідт у своїй «Астрології 14» виступав за 14-знаковий зодіак, додавши сузір'я Змієносця (Ophiuchus) (з 6 грудня по 31 грудня) і Кита (Cetus) (з 12 травня по 6 червня) як нові знаки зодіаку. У зоряній астрології 20-го століття ідея була розглянута Вальтером Бергом у його праці «13 знак зодіаку» (1995). Вона була опублікована в Японії в 1996 році і стала бестселером, а система Берга відтоді порівняно широко поширена в японській попкультурі, з'являючись, наприклад, в серії відеоігор Final Fantasy і манзі та аніме Fairy Tail.
У січні 2011 року Парк Кункл (Parke Kunkle) з товариства планетарію Міннесоти, повторюючи ідею «13-ого зодіакального знаку Змієносця», зробив деякі заяви в популярній пресі.

## Зодіак у джйотіш
Усі дванадцять Санкранті (перехід до нового знаку) можна розділити на чотири категорії.
1. Аян Санкранті
Макар Санкранті і Карка Санкранті два Аян (अयन) Санкранті, які також відомі як Uttarayana Sankranti і Dakshinayana Sankranti відповідно. Це концептуально еквівалентно зимовому та літньому сонцестоянням в індуїстському календарі, і ці Аяні віддаляються один від одного від сезонних сонцестоянь через прецесію Землі. Після тисячі років ці Ayani Санкранті буде збігатися знову з сезонними сонцестояннями.
Зоряна астрологія також відома як Nirayana (निर्णय). Тропічна астрологія або Саяна (सयाना) використовується більшістю західних астрологів. Прецесія також відома як Аянамша, Айянамса (अयन — अंश).
Uttarayana (उत्तरायण) це шестимісячний період, коли Сонце перебуває у Північній півкулі і Dakshinayana (दक्षिणायण) — це шестимісячний період, коли Сонце перебуває у південній півкулі. Через прецесію Землі ці визначення Аян стали неправильними.
Сонце починає рухатися в північній півкулі близько 24 днів до Макара Санкранті. Наразі Макара Санкранті відбувається на 14 або 15 січня під час зимового сонцестояння, рух Сонця від Південної до Північної півкулі починається 21 або 22 грудня.
Астрономи і карта панчанг (कर्ता) знають про цей факт і не роблять корекцію на прецесію, щоб відзначити правильне положення зірок.
Під час Макара Санкранті Сонце візуально збігається з тими ж зірками, котрі були визначально, щоб відзначити день Макара Санкранті. Під час зимового сонцестояння Сонце не збігається з тими ж зірками візуально, що є обов'язковими, щоб відзначити день Макара Санкранті. Отже, індуїстський календар не поважає сезони, і нехай вони дрейфують, але зберігає те ж положення Сонця (стосовно видимого положення зірок), щоб відзначити день всіх Sankranti, в тому числі Макара Санкранті.
Згідно з поясненням вище, індуси досі святкують Makara Sankranti на свій лад, однак, слово Uttarayana стало неправильним із часом і більшість індійців прийняли цей факт, ігноруючи зимове сонцестояння і літнє сонцестояння для будь-якої релігійної діяльності. Аналогічно Dakshinayana, коли Сонце починає рухатися в південній півкулі, припадає на 21 або 22 червня близько 24 днів до Карка Sankranti. Карка Санкранті на даний час відбувається 15 або 16 липня, що вже різниться з літнім сонцестоянням на 24 дні.
Для Аян сприятливий час добре написано в релігійних текстах. Для Макара Санкранті 40 Ґгаті після Sankranti й Карка — 30 Гхатів до Санкранті є сприятливий для виконання всіх ритуалів.
2. Вішува (विषुव) або Сампаті (सम्पात) Санкранті
Меша Санкранті й Тула Санкранті — два Вішува Санкранті які також відомі як Васант Сампат і Шарада Сампат відповідно. Це концептуально еквівалентно весняного рівнодення та осіннього рівнодення індуїстського календаря, і ці Вішува Санкранті віддаляються один від одного від сезонних рівнодень через прецесію Землі. Для цих двох Санкранті п'ятнадцять Ґгат до і після моменту вважаються сприятливими.
3. Вішнупаді (विष्णुपदी) Санкранті
Симха, Кумбха, Врішібха і Врішчіка — чотири Вішнупаді Санкранті. Для всіх цих чотирьох шістнадцять Ґгат перед Sankranti моментом вважаються сприятливими.
4. Шадшатамукхі(षड्शिती मुखी) Санкранті
Міна, Канья, Мітхуна і Дхану — чотири шадшіт — мукха Санкранті. Для всіх цих чотирьох шістнадцять Ґгаті після Sankranti моменту вважаються сприятливим часом для діяльності, де ґгхгаті = 24 хвилини.
| Сузір'я | Сузір'я    | Тропічний зодіак         | Сидеричний зодіак (система Фагана) | Перебування Сонця в сузір'ї (станом на 2011 рік) |
| ------- | ---------- | ------------------------ | ---------------------------------- | ------------------------------------------------ |
|         | Овен       | 21 березня — 20 квітня   | 15 квітня — 15 травня              | 18 квітня — 13 травня                            |
|         | Телець     | 21 квітня — 21 травня    | 16 травня — 15 червня              | 13 травня — 21 червня                            |
|         | Близнюки   | 22 травня — 21 червня    | 16 червня — 16 липня               | 21 червня — 20 липня                             |
|         | Рак        | 22 червня — 22 липня     | 17 липня — 16 серпня               | 20 липня — 10 серпня                             |
|         | Лев        | 23 липня — 23 серпня     | 17 серпня — 16 вересня             | 10 серпня — 16 вересня                           |
|         | Діва       | 24 серпня — 22 вересня   | 17 вересня — 17 жовтня             | 16 вересня — 30 жовтня                           |
|         | Терези     | 23 вересня — 23 жовтня   | 18 жовтня — 16 листопада           | 30 жовтня — 23 листопада                         |
|         | Скорпіон   | 24 жовтня — 22 листопада | 17 листопада — 16 грудня           | 23 листопада — 29 листопада                      |
|         | Змієносець | немає                    | немає                              | 29 листопада — 17 грудня                         |
|         | Стрілець   | 23 листопада — 21 грудня | 17 грудня — 15 січня               | 17 грудня — 21 січня                             |
|         | Козоріг    | 22 грудня — 20 січня     | 16 січня — 14 лютого               | 20 січня — 16 лютого                             |
|         | Водолій    | 21 січня — 20 лютого     | 15 лютого — 15 березня             | 16 лютого — 11 березня                           |
|         | Риби       | 21 лютого — 20 березня   | 16 березня — 14 квітня             | 11 березня — 18 квітня                           |